# 하트랜드 록
하트랜드 록(Heartland rock)은 싱어송라이터 톰 페티, 밥 시거, 브루스 스프링스틴, 존 멜렌캠프가 전형적으로 보여주는 록 음악의 한 장르이다. 그것은 솔직하고 종종 루츠 음악적 스타일, 평균적인 블루 칼라 미국인들의 삶에 대한 우려, 그리고 록 음악이 단지 오락 이상의 사회적 또는 공동의 목적을 가지고 있다는 확신으로 특징지어진다.
하트랜드 록은 또한 아이언 시티 하우스라커스와 같이 덜 알려진 행동들과 함께 스티브 얼과 조 엘리 같은 많은 컨트리 음악 아티스트들과도 연관이 있다. 이 장르는 1970년대에 개발되었고 1980년대에 상업적으로 절정에 달했는데 그 때 미국에서 가장 잘 팔리는 장르의 하나가 되었다. 1990년대에는 기존의 많은 행동들이 사라지고 장르가 해체되기 시작했지만 주요 인물들은 상업적인 성공으로 계속해서 기록되고 있다.

## 같이 보기
- 컨트리 록
- 루츠 록
- 서던 록
- 블루그래스
- 복음성가
- 솔 음악